# Unia
Unia är det femte studioalbumet med det finländska power metal-bandet Sonata Arctica från 2007, utgivet av skivbolaget Nuclear Blast. "Unia" är finska för "drömmar".
Albumet Unia är resultatet av en märkbar förändring hos sångaren och låtskrivaren Tony Kakko. Musiken i Unia skiljer sig markant från tidigare album, såsom Ecliptica och Winterheart's Guild. Alla låtarna på albumet är skrivna av Tony Kakko.

## Låtlista
1. "In Black and White" – 5:04
2. "Paid in Full" – 4:24
3. "For the Sake of Revenge" – 3:23
4. "It Won't Fade" – 5:59
5. "Under Your Tree" – 5:14
6. "Caleb" – 6:17
7. "The Vice" – 4:09
8. "My Dream's But a Drop ff Fuel for a Nightmare" – 6:13
9. "The Harvest" – 4:19
10. "The Worlds Forgotten, the Words Forbidden" – 2:57
11. "Fly with the Black Swan" – 5:08
12. "Good Enough Is Good Enough" – 5:32

Bonusspår
1. "To Create a Warlike Feel" (bonusspår på digipak-utgåvan) – 5:03
2. "They Follow" (bonusspår på japanska utgåvan) – 4:50
3. "Out in the Fields" (Gary Moore-cover) (bonusspår på japanska utgåvan och på nordamerikanska utgåvan) – 4:06
4. "My Dream's But a Drop of Fuel for a Nightmare" (instrumental, bonusspår på japanska utgåvan) – 6:13

## Singel
- "Paid in Full"

## Medverkande
Musiker (Sonata Arctica-medlemmar)
- Tony Kakko – sång, keyboard
- Jani Liimatainen – gitarrer, akustiska gitarrer (på "The Words Forgotten, The Words Forbidden" och "They Follow")
- Tommy Portimo – trummor
- Marko Paasikoski – basgitarr
- Henrik Klingenberg - keyboard, hammondorgel

Bidragande musiker
- Celestina kören – (på "In Black And White", "Under Your Tree", To Create A Warlike Feel" och "Caleb")
- Tarja Vanhala – dirigent
- Peter Engberg – akusiska gitarrer, bouzouki, chromaharp, cavaquinho, q-chord (på "They Follow", "Under Your Tree", "The Harvest", "It Won't Fade" och "Fly With The Black Swan")
- Jarkko Martikainen – sång på finska (på "To Create A Warlike Feel")
- Milla V – kvinnoröst (på "Caleb")
- Starbuck (Michael "Wildside" Majalahti) – Sång (på "Caleb"), bakgrundssång (på "In Black and White")

Stränger på "Good Enough Is Good Enough":
- Tuomas Airola – cello
- Elar Kuiv – violin
- Anna-Leena Kangas – viola
- Oskari Hannula – kontrabas
- Tuomas Airola – dirigent, arrangemang

Produktion
- Sonata Arctica, Tony Kakko – producent
- Ahti Kortelainen – ljudtekniker
- Henrik Klingenberg – ljudtekniker (keyboard)
- Nino Laurenne – ljudtekniker (gitarrer)
- Pasi Kauppinen – ljudtekniker (stråkar, hammondorgel)
- Jani Liimatainen – ljudtekniker (gitarr-solon)
- Mikko Karmila – ljudmix
- Björn Engelmann – mastering
- Janne Pitkänen – omslagskonst
- Gina Pitkänen – foto